# 유리병 고양이
유리병 고양이 또는 분재 고양이(Bonsai Kitten)은 새끼 고양이가 분재 식물과 같은 방식으로 자라면서 새끼 고양이의 뼈를 항아리 모양으로 만들기 위해 독자들에게 새끼 고양이를 항아리에 키우는 방법을 지시한다고 주장하는 사기 웹 사이트였다. 마이클 웡 창(Michael Wong Chang) 박사라는 가명을 사용하는 MIT 학생이 만든 것이다. 이 웹사이트는 많은 사람들이 이를 심각하게 받아들이고 동물 권리 단체에 불만을 제기하면서 분노를 불러일으켰다. 미시간 동물 학대 방지 협회(MSPCA)는 "사이트의 콘텐츠가 위조되었을 수 있지만 캠페인을 벌이고 있는 문제는 동물에 대한 폭력을 야기할 수 있다"고 밝혔다. 현재 웹사이트는 폐쇄되었지만, 사이트를 폐쇄하거나 ISP에 불만을 제기하라는 청원서가 회람되고 있다. 이 웹사이트는 Snopes.com 및 미국 휴메인 소사이어티(Humane Society of the United States)를 포함한 여러 조직에 의해 사실이 아닌 것으로 밝혀졌다.

## 홈페이지에 대한 고민
2000년 10월 30일 BonsaiKitten.com은 Cruel.com 웹사이트에서 "오늘의 잔인한 사이트"로 선정되었다. 이로 인해 불만이 제기되자 Cruel.com은 BonsaiKitten.com에 대한 링크를 제거했다. 그러나 이후 BonsaiKitten.com 웹사이트 링크가 전 세계로 퍼지자 많은 동물 애호가들이 동물 복지 연구소와 미국 동물 보호 협회에 불만 사항을 접수했다. 동물복지단체에서는 분재 새끼 고양이가 진짜가 아니라는 성명을 발표했다. 해당 URL은 비판을 불러일으켰고, 이로 인해 초기 호스트인 MIT가 해당 URL을 삭제했다.

## 같이 보기
- 체인 레터
- 전족
- 사각수박